# Neonemura barrosi
Neonemura barrosi är en bäcksländeart som beskrevs av Navás 1919. Neonemura barrosi ingår i släktet Neonemura och familjen Notonemouridae. Inga underarter finns listade i Catalogue of Life.